# Zhang Zanbo
Pour les articles homonymes, voir Zhang.
Dans ce nom, le nom de famille, Zhang, précède le nom personnel.
Zhang Zanbo (chinois 张赞波 , pinyin Zhāng Zànbō), né le 10 août 1973 dans le Hunan, est un journaliste, écrivain et réalisateur de films documentaires chinois.

## Biographie
En 2005 il est diplômé de l’Académie du film de Pékin. Il commence sa carrière en tant que critique de cinéma indépendant, et écrit des centaines de critiques de films dans différents médias chinois. Puis il se lance dans la réalisation de documentaires et crée sa société Asymptote Films.
Bien que son diplôme et son métier d'écrivain et de journaliste de cinéma lui confèrent le statut d’intellectuel, Zhang Zanbo se considère plus comme un représentant des classes inférieures de la société. Fils de paysans d’une région pauvre de la province du Hunan, il est particulièrement sensible aux conditions de vie difficiles des paysans chinois (pauvreté, discriminations, injustice sociale) et plusieurs de ses documentaires traitent de ces sujets. 
Parce qu’il aborde les aspects négatifs du développement économique de la Chine, il est souvent la cible de la censure officielle dans son pays.

## Œuvre
Falling from the sky 《天降》(2009). Le réalisateur retourne dans sa région natale pour montrer comment la sous-préfecture de Suining dans le Hunan, située sur le trajet de la base de lancement de satellites de Xichang, est régulièrement victime de chutes de débris de fusées. 
Solemn tranquility (le film est connu sous le nom de An interceptor from my hometown dans les pays anglophones) 《有一种静叫庄严》(2011). Le réalisateur retrouve un ancien camarade de classe dont le travail est d’intercepter les citoyens qui voudraient faire valoir leurs droits par le biais de pétitions (pour plus d'informations sur le système des pétitions en Chine, voir le documentaire La cour des plaignants de Zhao Liang). Le documentaire montre le cynisme d’un système qui d’un côté autorise officiellement ses citoyens à porter plainte contre leurs gouvernements locaux, mais qui d’un autre embauche des gens pour les en empêcher… 
The road 《大路朝天》(2015). Le réalisateur a passé 3 ans à documenter l’impact d’un immense projet de construction d’autoroute sur la vie d’un village du Hunan.  Le film a gagné le grand prix dans la catégorie « Meilleur documentaire chinois » au Festival International du Documentaire de Taiwan en 2016.

## Filmographie
- 2009 : Falling from the sky (天降, tiān jiàng), 124 minutes
- 2010 : A song of love, maybe (恋曲, liànqū), 114 minutes.
- 2010 : I beat a tiger when I was young (我年轻时也打老虎, wǒ niánqīng shí yě dǎ laǒhǔ), 74 minutes, coréalisé avec Xue Jianqiang.
- 2011 : My grandfather’s address in Taipei (得和路243巷28弄3号, dé hé lù 243 xiàng 28 lòng 3 hào), 10 minutes.
- 2011 : What we talk about when we talk about sex (当谈论性时我们在谈论什么, dàng tánlùn xìng shí wǒmen zài tánlùn shénme), 30 minutes.
- 2011 : Red, white and blue (红白蓝, hóng bái lán), 38 minutes.
- 2011 : Solemn tranquility (有一种静叫庄严, yǒu yī zhong jìng jiào zhuāng yán), 90 minutes.
- 2015 : The road (大路朝天, dàlù cháotiān), 95 minutes.